# 托尼·莫布雷
安東尼·馬克·"東尼"·莫比利（英語：Anthony Mark "Tony" Mowbray，1963年11月22日—），出生在英格蘭北约克郡雷德卡-克利夫兰的海濱渡假小鎮薩本（Saltburn-by-the-Sea），是一名前足球運動員，司職後衛，退役後擔任領隊，曾任教喜百年、西布朗、些路迪、米杜士堡和高雲地利的領隊。

## 簡歷
莫比利於球員時期曾效力米杜士堡、些路迪及葉士域治。作為一名鋼鐵及搭支架工人的兒子，莫比利在葉士域治展開教練事業，並在蘇超球會喜百年取得首份領隊工作，首季執教即獲選蘇格蘭FWA年度最佳領隊。他於2006年返回英格蘭轉教西布朗，但翌年球隊從英超降班。莫比利其後獲舊東家些路迪聘用，但因成績未如理想，僅上任9個月便被辭退。2010年10月莫比利出任母會米杜士堡的領隊，一直未能衝擊升班席次，最終於2013年下台。
2015年3月3日，莫比利獲英甲球會高雲地利聘用重執教鞭，是球隊近13年半以來的第12名主帥。

## 榮譽

### 球員
米杜士堡
- 英格蘭丙組足球聯賽亞軍：1986/87年（升班乙組）；
- 英格蘭乙組足球聯賽季軍：1987/88年（升班甲組）；

葉士域治
- 英格蘭甲組足球聯賽附加賽冠軍：1999/00年（升班英超）；

### 領隊
西布朗
- 英格蘭足球冠軍聯賽冠軍：2007/08年（升班英超）；

### 個人
- BBC東北部體壇風雲人物：2011年[2]；

## 外部連結
- 足球数据库：托尼·莫布雷的球员统计数据